# Jay Chou
Jay Chou (születési neve hagyományos kínai írással: 周杰倫, egyszerűsített kínai írással: 周杰伦, pinjin átírással: Zhōu Jiélún, magyaros átírásban: Csou Csie-lun; 1979. január 18. –) tajvani zenész, énekes, producer, színész és rendező, négyszeres World Music Awards-díjas előadó; a „mandopop császárának” tartják. 2010-ben a világ harmadik legtöbbet letöltött előadója volt, 2013-ig összesen 24 millió lemezt adott el.
1998-ban fedezték fel egy tehetségkutató versenyen, ahol saját dalait adta elő zongorán. Azóta más kínai előadóknak is ír dalokat és filmzenékhez is hozzájárult, például ő írta és adta elő a Félelem nélkül, az Az aranyszirmok átka (Aranyvirág átka) és az Ocean Heaven című filmek betétdalait.
Klasszikus zenei neveltetést kapott, zenéjében kombinálja a hagyományos kínai zenét az R&B-vel, a pop- és rockzenével, dalszövegeinek gyakori témája a szerelem mellett a családi erőszak, a háború és az urbanizáció. Dalszövegeit tanítják több kínai és tajvani általános iskolában is, példamutató viselkedéséért többször kitüntették.
Első albuma Jay címmel 2000-ben jelent meg. Zenéje népszerű nemcsak Tajvanon és Kínában, de Japánban, Malajziában, Indonéziában, Indiában, Szingapúrban, Thaiföldön, Vietnámban és a tengeren túli ázsiai közösségekben is.
2005-ben színészként debütált az Initial D című filmben, amivel elnyerte a Hong Kong Film Awards és a Golden Horse Awards legjobb új színésznek járó díját. Chou azóta filmrendezőként is dolgozik és saját lemezcége van, a JVR Music. 2011-ben egy hollywoodi produkcióban is szerepet kapott, a Zöld darázs című filmben Cameron Diazzal és Christoph Waltz-cal szerepel együtt.
2015. január 17-én Chou feleségül vette barátnőjét, a színésznő Hannah Quinlivant.
2022-ben Greatest Works of Art című nagylemeze a világ legtöbbet eladott albuma volt 7,2 millió példánnyal.

## Élete és pályafutása

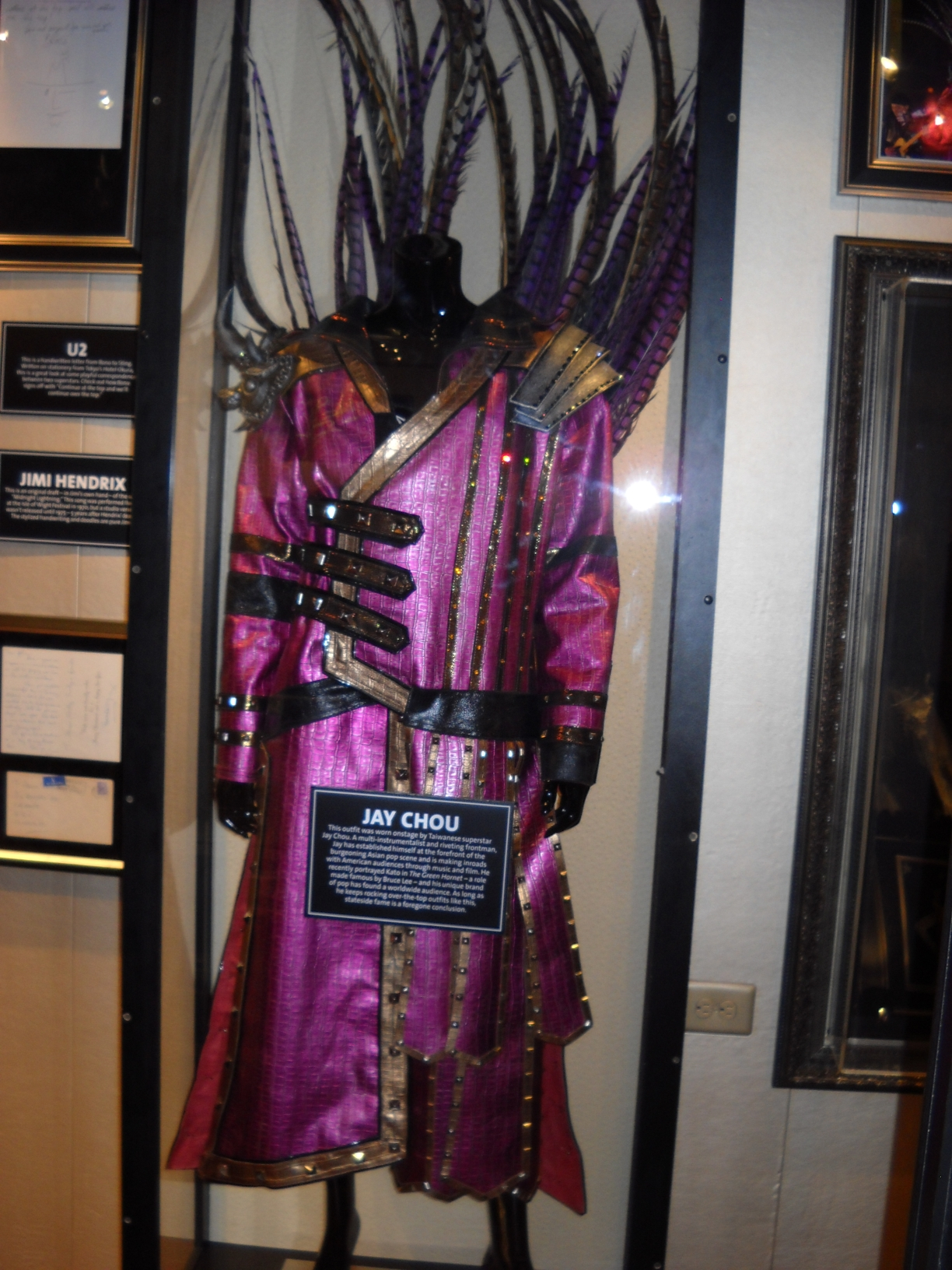
Chou 2007-es turnéján viselt fellépőruhája a Hard Rock Cafe 40. évfordulójára rendezett mozgókiállítás Seattle-i állomásán 2011-ben

Jay Chou a tajvani Tajpej megye Linkou városában nőtt fel. Édesanyja, Je Huj-mej (Yè Huìměi) művészetet tanított, édesapja, Csou Jao-csung (Zhōu Yàozhōng) biomedikai kutató volt. Édesanyja fedezte fel zene iránti fogékonyságát és beíratta a hároméves kisfiút zongoraórára. Gyerekkorában kedvenc időtöltése az volt, hogy különféle hangokat és dalokat rögzített magnószalagra, amit mindenhová magával cipelt. Harmadikos volt, amikor elkezdte érdekelni a zeneelmélet és ekkor kezdett el csellón tanulni. Egyedüli gyerekként gyakran szórakoztatta a családot zongorajátékával, bűvésztrükkökkel és híres színészek imitálásával. Kedvenc zeneszerzője Chopin volt. 14 éves volt, mikor édesapja elhagyta a családot, ami befelé fordulóvá tette a fiút, sok időt töltött egyedül bezárkózva. A Tan Csiang (Tan Jiang) Középiskolában zongora és cselló tagozaton végzett. Tehetségesnek bizonyult a zenei improvizációban, s a középiskolai évei alatt kezdett el popdalokat írni. Némely tanára szellemileg visszamaradottnak illetve autistának hitte, annyira zárkózott és csendes volt, és annyira rosszul tanult. Egyedül a zeneórákon mutatkozott kivételes tehetségnek.
Chou érettségi jegyei miatt nem felvételizhetett egyetemre, így behívták katonának. Egy sportsérülés következtében hátfájásra panaszkodott, s a kivizsgáláson Bechterew-kórral (spondylarthritis ankylopoetica) diagnosztizálták, így felmentést kapott a katonai szolgálat alól. Közben pincérként dolgozott, egyik barátja pedig a tudta nélkül benevezte mindkettejüket a Super New Talent King tehetségkutató műsorba. Chou zongorán kísérte barátját, akinek a hangját a zsűri „borzalmasnak” minősítette. Nem nyertek, a show házigazdája, Jacky Wu – aki befolyásos személy a tajvani szórakoztatóiparban – észrevette, mennyire összetett Chou zenéje, és lenyűgözőnek találta. Wu leszerződtette a fiút zeneszerzőként és összehozta Vincent Fang dalszövegíróval.
Az ezt követő két évben mandarin előadók számára írt dalokat, megtanulta a hangfelvétel és a keverés mikéntjét, sokszor az éjszakákat is a stúdióban töltötte. Wu úgy gondolta, jobb, ha a fiú másoknak ír dalokat, mert nem elég jóképű ahhoz, hogy popsztár lehessen belőle. Wu stúdióját később megvette az Alfa Music kiadó, és az új menedzser, Jang Csün-zsung (Yang Jun Rong) megkérte Chout, hogy készítsen saját lemezt. A zeneszerzőnek számos olyan dala volt, amit másoknak írt, de végül nem kerültek kiadásra, ezek közül választott ki tíz felvételt a Jay című debütáló albumára, mely 2000-ben jelent meg. A lemez megalapozta Chou énekes-dalszerzői hírnevét az R&Bt, a rappet és a klasszikus zenét kínai zenei elemekkel ötvöző előadóként. Hírneve gyorsan nőtt a kínai nyelvű közösségekben szerte Dél-Ázsiában. Chou azóta – 2009 kivételével – minden évben megjelentetett egy nagylemezt, mindegyik több millió példányban kelt el, 2010-ig összesen 28 milliót adtak el belőlük és több száz díjat nyert velük.
2003-ban a Time ázsiai kiadásának címlapján szerepelt, elismerve a popkultúrára gyakorolt hatását. Négy világ körüli turnéja volt, a The One (2002), az Incomparable (2004), a Jay Chou The World Tours (2007–2008) és a The Era (2010–2011), amelyek keretében Ázsián kívül fellépett többek között Las Vegasban, Torontóban és Vancouverben. Sok énekessel ellentétben Chou teljes mértékben ellenőrzése alatt tudja tartani a kreatív munkát, mivel albumainak ő maga a producere, 2005 óta a zenei rendezője is, illetve videóklipjeit is maga rendezi.
Színészként az Initial D című filmben debütált, amiért elnyerte a Golden Horse Awards legjobb újoncnak járó elismerését 2005-ben. A következő évben Az aranyszirmok átka című filmben szerepelt Chow Yun-fat és Gong Li oldalán.
2007 februárjában gyermekkori álma valósult meg, amikor a Secret című film rendezői székébe ülhetett, egyben főszereplője is volt az alkotásnak. 2007 márciusában lejárt nyolcéves szerződése az Alfa Music-kal. Chou, menedzsere Jang Csün-zsung (Yang Jun Rong) és Vincent Fang dalszövegíró közösen létrehozták a JVR Music kiadót (keresztneveik kezdőbetűiből: J=Jay, V=Vincent, R=Rong). 2010 őszén Chou elindította saját televíziós beszélgetős műsorát Mr.J Channel címmel.
A Nokia 36 országban végzett felmérése szerint Jay Chou 2010-ben a világ harmadik legtöbbet letöltött előadója volt, Lady Gaga és Michael Jackson után, megelőzve Madonnát is, és az egyetlen ázsiai előadó volt a húsz legtöbbet letöltött között.
2009-ben Chou volt Tajvan legjobban kereső énekese, összesen 554 millió tajvani dollárral (csaknem négy milliárd forint). Két filmjéért (The Treasure Hunter, The Green Hornet) összesen 800 millió forintnak megfelelő tajvani dollárt kapott, ezen felül hét koncert bevétele és kilenc reklámszereplés is hozzájárult az éves bevételéhez. Chou a Forbes magazin 2010 leggazdagabb kínai hírességeinek listáján a második helyet érte el Jackie Chan mögött, megelőzve az összes kínai, hongkongi és tajvani énekest. Az Apple Daily riportja szerint Chou 2010-ben mintegy 852 millió tajvani dollárt keresett, csaknem dupláját mint a második legjobban kereső Jolin Tsai.
2019 szeptemberében kiadott Won't Cry című dala három órával a megjelenése után 3,6 millió példányban kelt el, ami új rekordot jelentett Tajvanon. A dal videóklipjét Japánban forgatták, melynek hatására ugrásszerűen megnőtt az érdeklődés a japán utak iránt. 2020-ban viaszszobrot kapott a Sydney-i Madame Tussaud múzeumban. 2020. június 12-én Mojito címmel adott ki kislemezt, mely internetes mémek sorát és számos paródiavideót eredményezett, és több mint négymillió digitális példányban fogyott el. A dal videóklipjét Kubában forgatták, a dal maga pedig Chou J-Style Trip (周游记) című Netflix-valóságshow-sorozatának a betétdala. 2022. július 6-án új kislemezt jelentetett meg Greatest Works Of Art címmel, mely az új albuma beharangozó dala volt. Az azonos című nagylemez 2022-ben a legtöbbet eladott album volt a világon, 7,2 millió példánnyal.

## Zene

### Zenei stílusa
- Félelem nélkülPélda Chou kínai népzenét nyugati zenei alapokkal és rappel keverő sajátos stílusára: Huo Jüan-csia (Huo Yuan Jia); a Félelem nélkül című film betétdala
- KrizantémágyásPélda Chou csungkuo feng (kínai szél)-stílusára: Krizantémágyás (Csü hua taj (Ju hua tai))

Nem tudod lejátszani a fájlt?
Chou szerzeményeit általánosan a popzenei kategóriába sorolják, de az R&B-t, popot, rockot, rapet vegyítő sajátos stílusát a média már „Chou-stílusnak” (kínaiul: 周氏風格 Csou si fengko (Zhōu shì fēnggé)) nevezi. A Taipei Times megfogalmazása szerint: „A jellegzetes Chou-stílusban Tajvan kedvence vegyíti a popot, rapet, bluest a világzene svédasztalán, hogy létrehozza saját álomszerű Sohaországát.”
Gyakran használja együtt a hagyományos kínai hangszereket nyugati hangszerekkel, létrehozva egy sajátos stílust, a csungkuo fenget (zhongguo fenget) (中國風), melynek jelentése kínai szél. Chou néhol a hagyományos, hét hangjegyből álló diatonikus hangsor helyett az öt hangjegyű pentaton skálát alkalmazza az orientális stílus hangsúlyozására. Használt már flamenco gitárt, például a Hung mofang (Hóng mófǎng) (Népszerű utánzat, 紅模仿) című dalban, vegyített rapet klasszikus zenével a Nilin (Nìlín) (Fordított mérce, 逆鱗) című szerzeményében, használt elektronikus zenét, például a Pencao Kangmu (Běncǎo Gāngmù) (A gyógyszerész kézikönyve, 本草綱目) című dalban, a Mitiehsziang (Mídiéxiāng) (Rozmaring, 迷迭香) című dalát pedig bossa nova stílusban írta. Gyakran használ hétköznapi hangeffektusokat a dalaiban, mint telefontárcsázás, esőcseppek kopogása, helikoptertárcsa, pattogó pingponglabdák vagy rádió statikus zöreje.
Hagyományos klasszikus zenei neveltetése is jelen van a dalaiban, például a Vanmejcsuji (Wánměizhǔyì) (Tökély, 完美主義) és a Tujpucsi (Duìbuqǐ) (Sajnálom, 對不起) című dalokban ellenpontot alkalmaz, míg a Cse csan cse sang (Zhǐ zhàn zhī shāng) (A seb, mely véget vet a háborúnak, 止戰之殤) vagy a Je tö ti csi csang (Yè de dì qī zhāng) (Az Alkonyat hetedik fejezete, 夜的第七章) című szerzeményeiben polifóniát.
Chou albumait kritizálták amiatt, hogy az előzőekhez képest nem sokat változtak, ennek ellenére Chou kijelentette, hogy nem fog változtatni a stílusán, mert ez az a stílus, amit mindig is csinálni akart. Laza beszédmódját gyakran látják el a „motyogás” jelzővel, amire azt válaszolta, hogy ezen sem fog változtatni. Ennek ellenére legutóbbi néhány dalában, különösen a csungkuo feng (zhongguo feng)-stílusú dalaiban már érthetőbben énekel.

### Dalszöveg
Chou sokkal inkább dalszerző-énekes, mintsem dalszövegíró. Több állandó dalszövegíróval dolgozik, a dalszövegek stílusát Chou személyiségéhez és imidzséhez igazították, a szövegek tág témaköröket fednek le. Vincent Fang írta Chou dalainak több mint a feléhez a szöveget, amivel segített megalkotni Chou megkülönböztethető stílusát mély értelmű, költői képekben és érzelmekben gazdag szövegeivel. Fang gyakran alkalmazza az ősi kínai költészet elemeit, ha kínai történelemmel vagy népköltészettel kapcsolatos témakörben ír. A dalszövegek a romantikus témákon kívül foglalkoznak még a háborúval, a sporttal, a harcművészettel, de még a Bibliával is. Vivian Hsu maga is énekes és Chou számos korai dalához írt dalszöveget, míg Huang Csün-lang (Huang Jun-lang) a szokatlan témaköreiről ismert dalszövegíró, írt már Chounak dalszöveget detektívtörténetről, sőt még sakkjátszmáról is.
Chou maga is írt dalszöveget, főképp romantikus dalaihoz, de olyan problémákat is felvetett saját szövegeiben, mint a drogfüggőség (Nofu (Nuòfū); Gyáva, 懦夫) vagy a vidék elvesztése az urbanizáció következtében (Titien (Tītián); Völgyterasz, 梯田). A Pa, vo hujlaj lö (bà, wǒ huílai le) (Apa, visszatértem, 爸,我回來了) című dalban a családon belüli erőszakot boncolgatja, ami nagy vihart kavart, mivel ez volt első alkalom, hogy ezt a tabunak számító témát valaki zenében feldolgozta. A Vajpo (Wàipó) (Nagymama, 外婆) és a Ting mama tö hua (Tīng māma de huà) (Hallgass anya szavára, 聽媽媽的話) című dalaiban a család fontosságát propagálta. Saját személyes kudarcait is feldolgozta, a Fenlie (Fēnliè) (Kettészakadva, 分裂) című dalban megénekli, hogy nem sikerült bejutnia az egyetemre, a Szimiencsuko (Sìmiànchǔgē) (Körülvesznek, 四面楚歌) című szerzeményében pedig a paparazzival szembeni haragját vezeti le.

### Közreműködések
Chou zeneszerzőként kezdte a pályafutását, más énekesek számára írt dalokat, bár ez sem indult könnyedén: eleinte az énekesek sorra utasították vissza a dalait, arra hivatkozva, hogy túl nehéz énekelni őket. Dalszerzői munkáját szólóalbuma megjelenése után is folytatta. Rendszeresen komponál Jolin Tsai és Landy Wen számára, de dolgozott már a tajvani popszakma színe-javával (Coco Lee, S.H.E, Vivian Hsu, Leehom Wang, Will Liu, Valen Hsu) és számos hongkongi popsztárral (Edmond Leung, Gigi Leung, Jordan Chan, Edison Chen, Karen Mok, Leo Ku, Eason Chan, Joey Yung). Saját generációja popcsillagain kívül idősebb előadóknak is írt dalokat, több mint egy tucatot adott Jacky Wunak, Jody Chiangnak, Jacky Cheungnak, Andy Launak, Lui Fongnak, Aaron Kwoknak és Kenny Beenek. 1998 és 2010 között összesen több mint 130 dalt írt más előadók számára.
2004-ben együttest hozott létre Nan Quan Mama néven, amihez maga válogatta ki a tagokat és az albumuk produceri munkálatait is ellátta. Az együttest gyakran érte kritikai amiatt, hogy túlságosan is hasonlít a stílusuk a producerükéhez, ezért Chou visszafogta magát, de továbbra is segíti az együttest, például számos koncertjén előzenekarként lépteti fel őket és gyakran szerepelnek Chou videóiban is.
Chou énekelt együtt élőben Landy Wennel, Jolin Tsaijal és korábbi barátnőjével Patty Houval, de hivatalosan csak két duettfelvételt készített, a Sanhu haj (Shānhú hǎi)t (Koráltenger, 珊瑚海) Lara Veroninnal (a Nan Quan Mama zenekarból), és a Csienli csevaj (Qiānlǐ zhīwài) (Messze, 千里之外) című dalt 2006-ban Fei Yu-Chinggel. 2008-ban Jay Chou közreműködött Cindy Yen Hua sa (Huà shā) (Homokfestmény, 畫沙) című dalában, a Mo csie co (Capricorn) című albumán pedig újra Lara Veroninnal énekelt együtt, a Sö vu (She wu) (Kígyótánc, 蛇舞) című dalban.
A zenészekkel való együttműködésen kívül Chou leghosszabb távú kapcsolata Vincent Fang dalszövegíróval alakult ki, akivel 1998 óta dolgoznak együtt. A Partners (拍檔, Pajtang (Pāidàng), Partnerek) című válogatásalbumon tizennégy olyan dal szerepel, amelynek zenéjét Chou szerezte, szövegét pedig Fang írta. Fang több mint negyven Chou-dalhoz írt szöveget, és az énekes-zeneszerző D tiao tö huali (D diào de huálì) (D調的華麗, Grandeur de D Major) című könyvének főszerkesztője is ő volt. Chouval és annak menedzserével közösen pedig Fang üzleti vállalkozásban is társult partnerszerzőjével, a JVR Music kiadóban.

## Más munkák

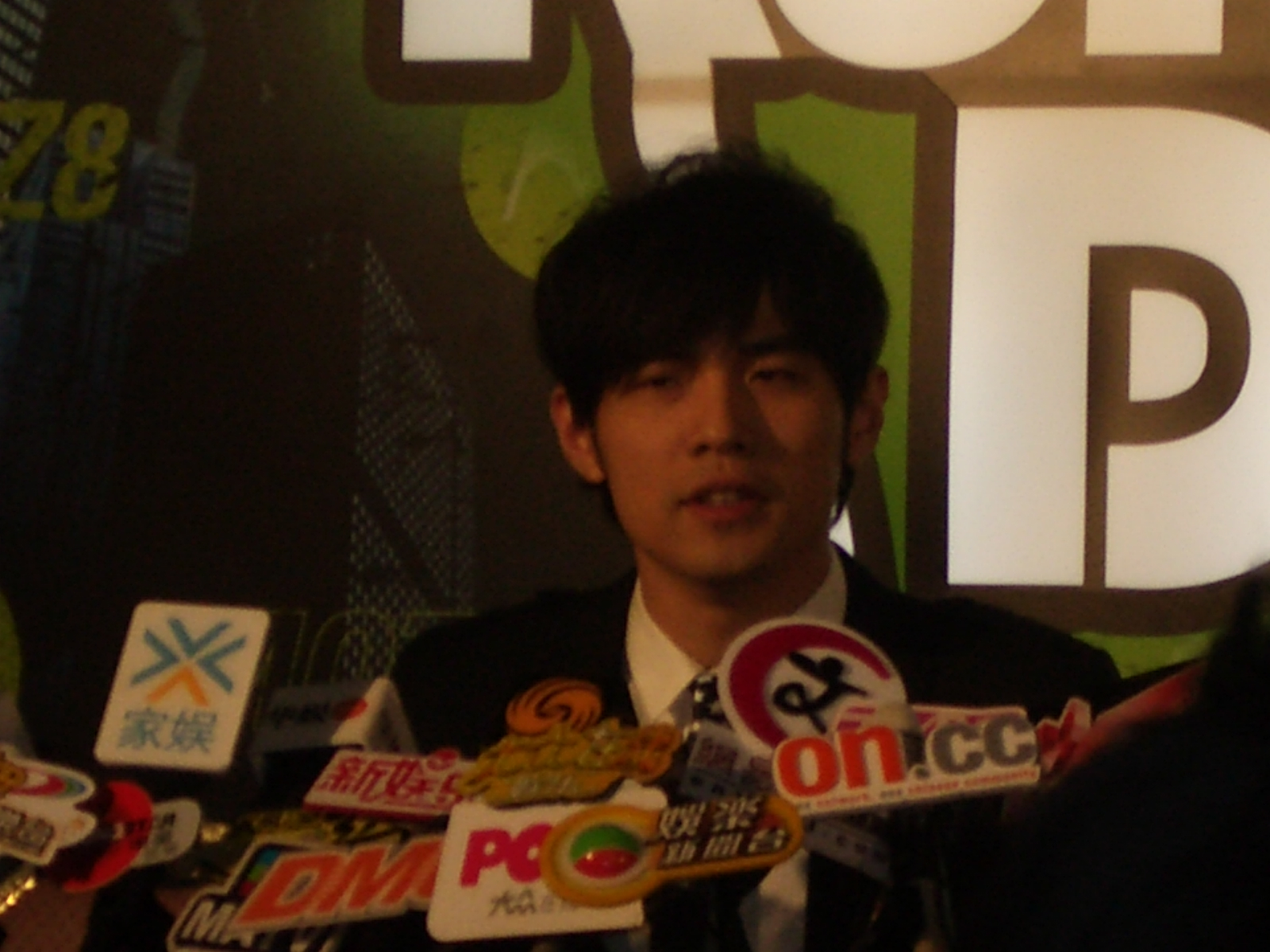
Jay Chou a Kung Fu Dunk című film promóciós rendezvényén 2008 januárjában

### Film
2003-ban Aubrey Lam Hidden Track (Hszün csao Csou Csie-lun (xún zhǎo zhōu jié lún), 尋找周杰倫) címmel olyan játékfilmet készített, melynek cselekménye egy Jay Chou-dal körül forog. A film főhősnője kétségbeesetten próbálja megszerezni azt a ritka Chou albumot, amelynek első 500 példányán egy rejtett dal szerepel, mert a dal a lány és kedvese kedvenc dala volt, mielőtt szakítottak volna. A film kínai címének szó szerinti fordítása „Megtalálni Jay Chout.” A filmben Chou maga cameo-szerepben volt látható.
Jay Chou igazi filmes karrierje 2005-ben kezdődött az Initial D (頭文字Ｄ) című filmmel. Azóta több filmben is szerepelt, egy játékfilmet és több mint egy tucat videóklipet rendezett. Chou, aki korábban úgy nyilatkozott, „a zene miatt élek”, azért kezdett el filmezéssel foglalkozni, mert úgy érezte, új kihívásokra van szüksége. Mivel a rajongóit nyugtalanította, hogy a filmszakma esetlegesen elvonja a figyelmét a zenélésről, Chou többször is kijelentette, hogy a filmek számára inspirációt jelentenek és nem gördíthetnek akadályt a zenei karrierje elé; Chou szeretné a filmes és zenei karrierjét egyensúlyban tartani.

#### Színészet

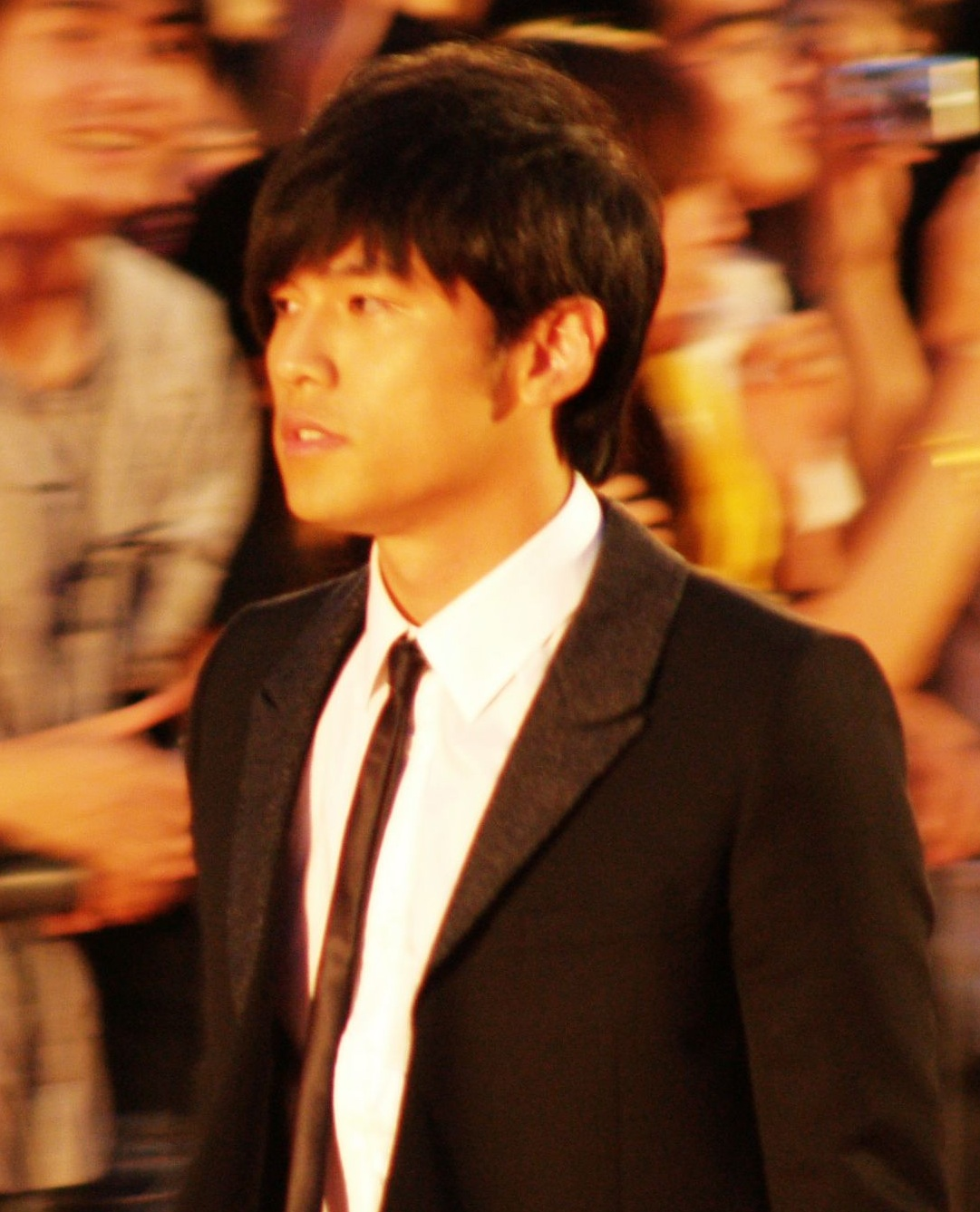
Chou a 2007-es Sanghaji nemzetközi filmfesztiválon

A színészettel való foglalkozás váratlan lépés volt Choutól. Középiskolai angoltanára szerint Chou nem képes variált arcjátékra, a Hidden Track (2003) című film rendezője pedig úgy gondolta, hogy az énekes erős, individualista egyénisége miatt nem válhat jó színésszé. 2005-ben Chou főszerepet vállalt az Initial D című filmben, melynek két oka volt: el akarta indítani színészi pályáját és a japán közönséghez is el akart érni. A film az Initial D című manga alapján készült, ahol Chou Fudzsivara Takumit alakította. A kritikusok egy része elégedetlen volt kifejezéstelen játékával, mások szerint azonban természetesen játszott, de csak azért, mert a szereplő személyisége közel állt a sajátjához. Az alakítása elnyerte a Golden Horse Awards és Hong Kong Film Awards legjobb újoncának járó elismerését.
Chou második filmje Az aranyszirmok átka volt 2006-ban. Annak ellenére, hogy kisebb szerepet játszott (a császárt alakító Chow Yun-fat másodszülött fiát, Jai herceget, a hadsereg parancsnokát alakította), meglehetősen nagy hírverést csapott körülötte a kínai média, saját sajtókonferencián jelentette be, hogy szerepel a filmben. A filmet a nemzetközi porondon is bemutatták, így Chou először kerülhetett a külföldi média figyelmébe. Kínai kritikusok szerint a filmbeli játékából „hiányzik az összetettség”, mások szerint „elfogadható”, a nyugati kritikusoknak azonban tetszett. Alakításáért a Hong Kong Film Awards legjobb mellékszereplő díjára jelölték.
A 2008-as Kung Fu kosaras című filmben Chou egy kungfu-tanulót alakít, aki tehetséges kosárlabdázó is. A film több mint ¥100 milliós (14,7 millió dolláros) bevételt hozott. 2010-ben a Jűn Vó-pheng (Yuen Woo-ping)-rendezte Igaz legendában a Vusu (Vusu) Istenét alakította; a rendező a Félelem nélkül című filmhez írt betétdalának videóklipje miatt választotta Chout a szerepre, mert megtetszett neki, hogy az énekes milyen ügyesen bánik a nuncsakuval. Chou 2011-ben a Zöld darázs című filmben alakítja Kato szerepét, Stephen Chow helyett. A filmet Michel Gondry rendezte, Chou partnerei Seth Rogen, az Oscar-díjas Christoph Waltz és Cameron Diaz. A filmet Magyarországon 2011. január 13-án mutatta be az InterCom.
2012-ben a Vírusháború című akciófilmben Nicholas Tse oldalán játszott, majd a The Rooftop című musicalfilmben, melyet maga írt és rendezett. 2016-ban a Szemfényvesztők 2. című amerikai thrillerben kapott kisebb szerepet. 2018-ban bejelentették, hogy Chou szerepelni fog Vin Diesel negyedik xXx-filmjében.

#### Rendezés
Chou rendezői tapasztalatot 2004-től szerzett, videóklipeken keresztül. Először a Nan Quan Mama együttes Csia (Jiā) (Otthon, 家) című dalával kísérletezett, ahol a teljes alkotási folyamatban részt vett a kutatástól a vágásig. Mikor rájött, mennyire nehéz és összetett egy rendező munkája, úgy döntött, többé nem rendez, még a kiadója kérésére sem. Mindezek ellenére, 2005-ben újjáéledt a rendezés iránti vágya, és a November's Chopin című albumának négy dalához rendezett klipet, később pedig televíziós reklámfilmeket. 2006-ra már a storyboardért, rendezésért és vágásért is ő volt a felelős az összes videóklipjében. Mivel a zenei videókról ritkán írnak kritikát, nem lehet tudni, milyen Chou videóinak fogadtatása, azonban Csang Ji-mou (Zhang Yimou) filmrendező (aki olyan, kritikailag is elismert műveket alkotott, mint a Hős vagy az Az aranyszirmok átka) szerint Chou rendezői képességei idővel az övét is felülmúlhatják.
2007 februárjában Chou első saját filmje rendezői székébe ült. A Secret című film története Chou középiskolai szerelmi történetét dolgozza fel, sok zenei elemmel. A filmben partnernője Kwai Lun-Mei, édesapját pedig Anthony Wong alakítja. Chou elismerte, hogy a videóklipek rendezői tapasztalata sem készíthette fel a játékfilm rendezésének kihívásaira. A filmet 2007 júliusában mutatták be, a Cinema Online kritikája szerint Chou jobb munkát végez a kamerák mögött, mint előtt, a történet irama megfelelő, az operatőri munka szép, és Chou képes áthozni a zene varázslatát: „A mozit a rendkívüli muzsikát alkotó Chou zongorán táncoló ujjainak képével fogják elhagyni. A zongorán egy kézzel játszó, két zongorán egyszerre muzsikáló, átszellemült arccal zenélő Chou képével. A zene, úgy tűnik valóban varázslatos tud lenni.” A film három díjat is nyert a Golden Horse Awards díjkiosztón, többek között a legjobb betétdal és a legkiemelkedőbb tajvani film kategóriájában, Jay Chout pedig az év legkiemelkedőbb filmese díjra is jelölték (amit végül Ang Lee vihetett el).
2010-ben Chou Pandamen (Hsziungmao zsen) címmel húszrészes sci-fi televíziós sorozatot rendezett, mely igen alacsony nézettséget ért el mind Tajvanon, mind Kínában. 2013-ban a The Rooftop című musicalfilmet írta és rendezte, valamint a főszerepet is ő játszotta.

### Grandeur de D Major
Chou első könyve 2004. november 25-én Grandeur de D Major (D調的華麗, D tiao tö huali (D diào de huálì), A D-dúr pompája) címmel jelent meg. A 200 oldalas könyv bevezetőjét családtagok, barátok, munkatársak írták, a könyv maga pedig Chou személyes érzelmeiről, filozófiájáról, gyerekkori emlékeiről szól, eddig máshol nem publikált fotókkal illusztrálva. A könyv végén egy (2004-ig) teljes diszkográfia szerepel, valamint az elnyert díjak és elismerések listája. A könyv hét fejezete közül kettő foglalkozik a zenével, a zeneipar helyzetével, Chou személyes zenei meglátásával, valamint komponálási szokásaival.

### Reklámkampányok
Az Egyesült Államokkal ellentétben, ahol a hírességek reklámokban való részvételét nem nézik jó szemmel, Ázsiában nagy márkanevek arcának lenni a sztárstátusz megerősítését jelenti. Chou számos márkát reklámozott már, 2002-ben a Warcraft III: Reign of Chaos, 2002 és 2007 között a Pepsi, 2001 és 2005 között a Panasonic, 2004 és 2005 között a Levi's valamint a Colgate arca volt, 2006 óta a Motorola, 2003 óta az M-Zone/China Mobile, a Deerhui (sportfelszerelés) és a Metersbonwe Group (ruházat), 2005 óta a National Geographic reklámarca. A reklámokat szinte mindig összekötik Chou zenéjével és esetenként a reklámfilmet is az énekes rendezi. 2003-ban Malajzia turisztikai nagykövete volt. 2011-ben az Asus egyik notebook-modelljének fedőlapját tervezte meg, ezen felül a modell exkluzív Jay Chou-tartalmakkal rendelhető.
2006-ban Chou saját divatmárkát hozott létre PHANTACi néven.

### Technológia és E-sport
2011-ben Chou befektetőként szállt be a 31SMS üzenetküldő okostelefon-alkalmazás fejlesztésébe.
2016-ban Chou megvásárolta Taipei Assassins League of Legends e-sport-csapatot és J Gamingre nevezte át.

## Kapcsolata a médiával és a rajongókkal

### Kialakított kép

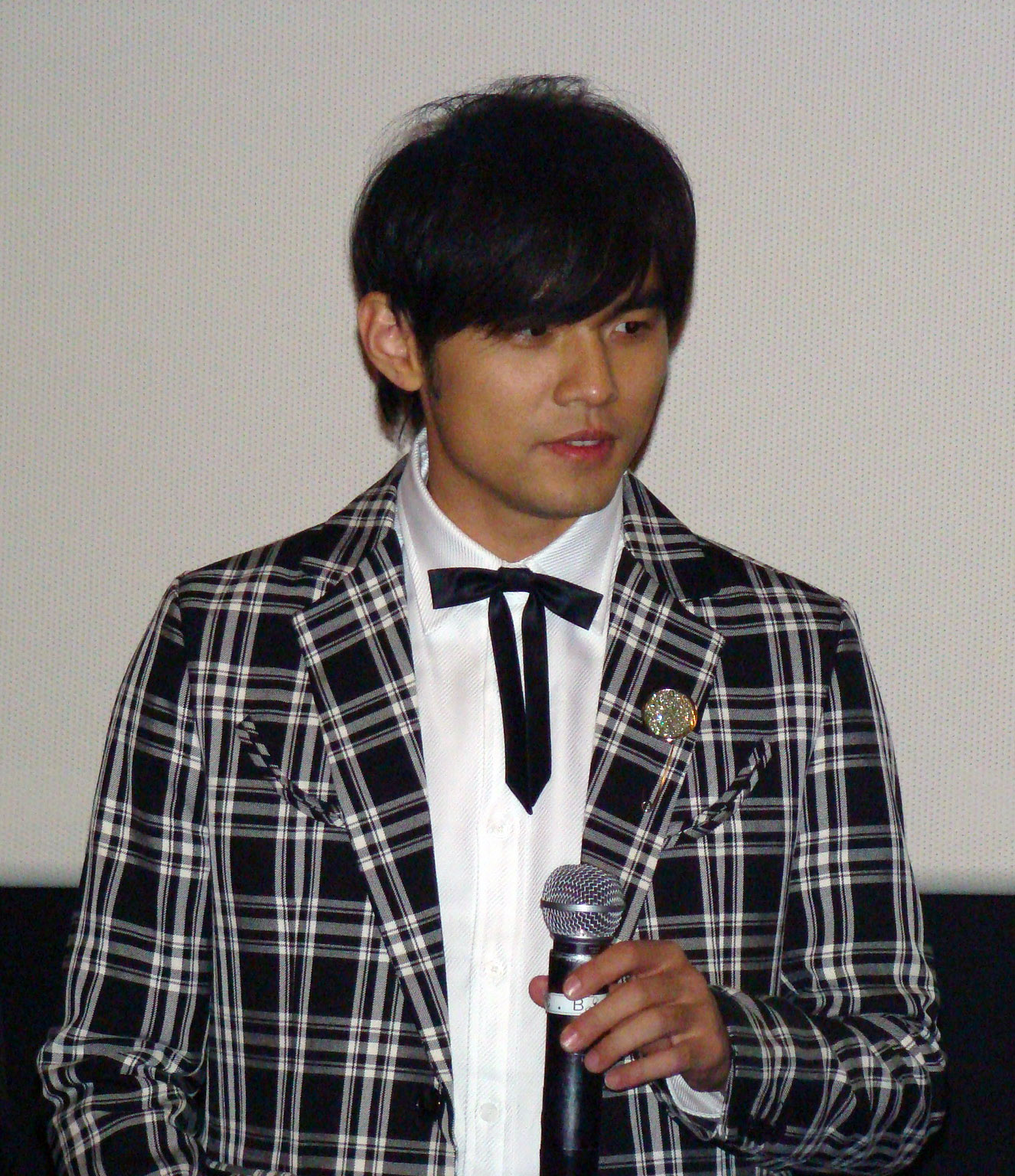
Jay Chou 2008-ban Szöulban a Secret című filmje premierjén

Bár folyamatosan a média figyelő szeme előtt van, Chou nyilvános imidzse keveset változott az évek folyamán, köszönhetően individualista személyes filozófiájának. Ez zenéjében is kitűnik, a kínai zenét a nyugati melódiákkal keverő alkotásaiban popzenésztől szokatlan témaköröket dolgoz fel, melyeket néhol „eredetinek” és „forradalminak” minősített a média. A média gyakran használja rá a keményen dolgozó és maximalista jelzőket, olyan zenészként írják le, aki tisztán látja a céljait, aki néhol versengő jellemű, erős akaratú és az „irányítás megszállottja”. A President Chou (周董, Csou tung (Zhōu dǒng), „Chou elnök”) becenevét illetően néha félreértések születnek. A becenevet mind a média, mind a rajongók használják, egyrészt a zeneiparban betöltött domináns személyisége és az ázsiai zenére gyakorolt hatása miatt, másrészt a zenei tehetsége hangsúlyozására, mivel a kínai nyelvben az 董 (elnök) szó a tudás homonimája. Mindezek ellenére Chou becenevének eredete az antik tárgyak gyűjtéséből származik (az énekes megszállott gyűjtő), a 董 szó ugyanis a kínai „antik” szóból származik (古董). A színpadon kívül Chout félénk, csendes, szerény embernek ismerik, aki számára a konfuciuszi „gyermeki jámborság” (szülők és idősek tisztelete) a legfontosabb erény. Chou pozitív képet igyekszik mutatni magáról, ezért nem dohányzik, nem iszik alkoholt és nem jár éjszakai klubokba. Kormányzati képviselők és pedagógusok tüntették ki példamutató viselkedése miatt, 2005-ben egy, a fiatalok életvitelét javítani szándékozó program, a Young Voice szóvivőjévé nevezték ki, 2007-ben egy depresszióellenes kampányban vett részt. Két dalának szövegét a sanghaji iskolákban is tanítják, motivációs céllal, bár a döntés nagy vihart kavart, mivel a dalszövegek a fiatalokat arra biztatják, hogy kemény munkával megvalósíthatják az álmaikat (és nem a kommunista Kína szolgálatára buzdítanak). A család fontosságát hangsúlyozó dalait Tajvan általános iskoláiban is tanítják. Chou a zenei befolyása folytán igazi ikonná vált Ázsiában, aki nemcsak a fiatalok zenei ízlését, de öltözködési szokásait is meghatározza. 2007 novemberében Chout kritizálták, mert megjelent az ismert tajvani alvilági figura, Csen Csi-li (Chen Chi-li) temetésén, hogy vigasztalja annak fiát, Csen Csu-hot (Chen Chu-het), akivel Chou a Kung Fu Dunk című film forgatásán ismerkedett meg.

#### Diao
Jay Chou védjegyévé vált a diao kifejezés, mely a tajvani szlengben annyit tesz: „király”, „botrányos[an jó]”, „lecsupaszított”, „gyötrelmes”. A szó eredeti jelentése „pénisz”. Chou saját konnotációkat fűz a szóhoz, melyet dalszövegeiben is gyakran alkalmaz. Az énekes az életfilozófiája részének tekinti a diao-t, mely szerinte azt jelenti, légy önmagad, ne kövess másokat.
Olyan, mint a sokkolás képessége. Amivel én sokkolni szoktam az embereket az, hogy olyasmit művelek a zenémmel, a koncertjeimen, amire nem számítanak. Mint az egyik tajpeji koncertemen, ahol a Lung csuan (Long Quan) (Sárkányököl) című dalomat úgy adtam elő, hogy kötélen a közönség feje fölé repültem. Na az diao volt.
A diao-filozófia részeként Chou olyan zenét akar szerezni, mely egyszerre érinti meg az embereket gyönyörűséggel és fájdalommal, egyszerre mutatja meg az élet szépségeit és gyötrelmeit.

### Reakció a médiahírekre és a lesifotósok munkájára

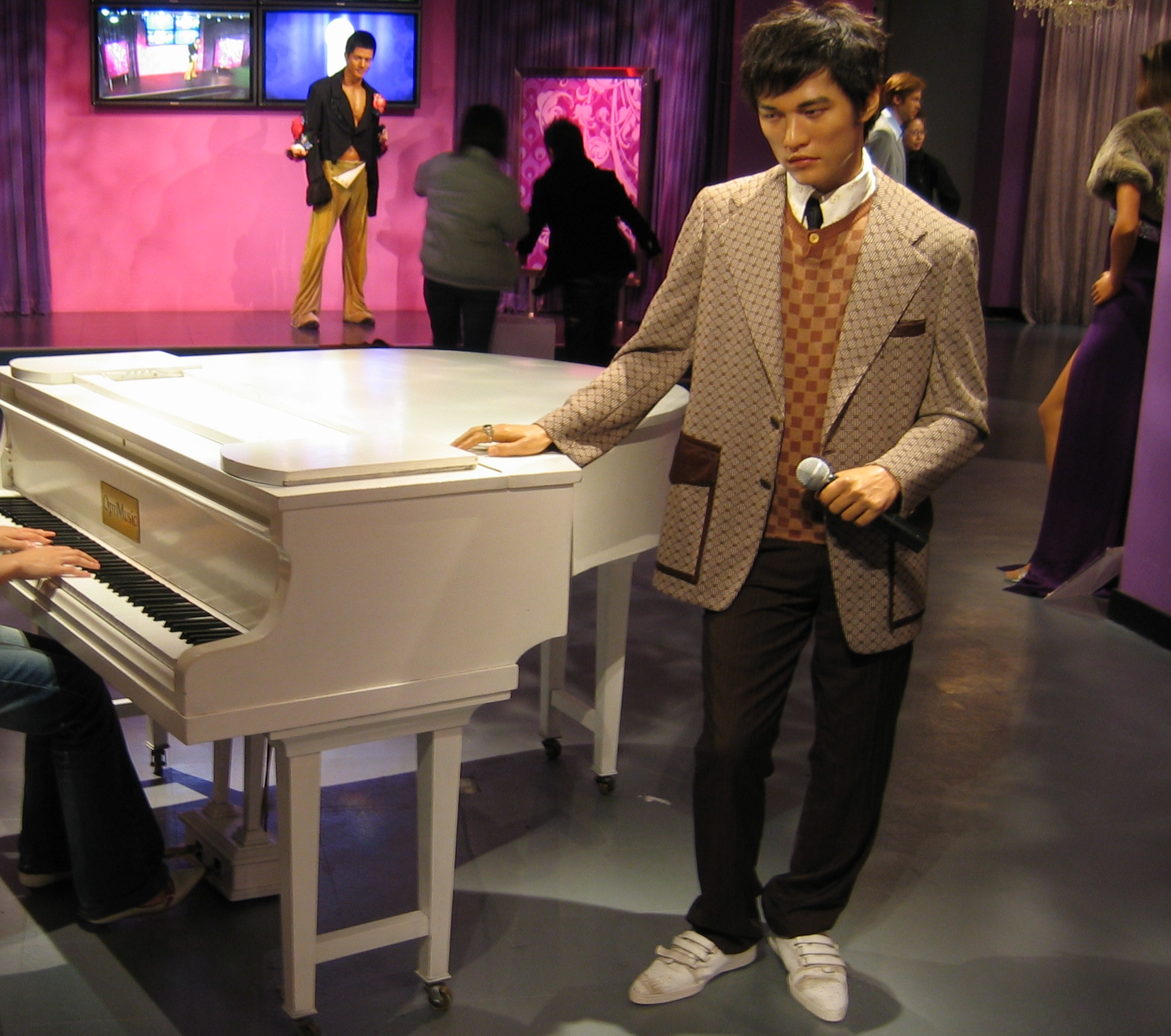
Jay Chou viaszszobra a hongkongi Madame Tussauds múzeumban

Akárcsak sok sztár, Chou is kijelentette, hogy nem kedveli a lesifotósokat. Pályafutása elején a kéretlen médiafigyelemre egyszerűen válaszolt: nem foglalkozott vele. Csendes, visszahúzódó természetének megfelelően sokszor viselt baseballsapkát vagy kapucnis felsőket, hogy elrejtse a tekintetét, és még interjút is leghajtott fejjel adott, hogy elkerülje a szemkontaktust. Az utóbbi években azonban kevésbé viseli passzívan a média betörését a magánéletébe. Chouról köztudott, hogy a lesifotósok elbátortalanítása végett maga is fényképet készít az őt követő paparazzókról. Nyíltan hívja a lesifotósokat „kutyáknak”, a pletykamagazinokat pedig „kutyamagazinnak”, például a Szemiencsuko (Sìmiànchǔgē) (Körbevesznek, 四面楚歌) című dalában.
A média megvádolta az énekest azzal, hogy megpróbálta kikerülni a kötelező sorkatonai szolgálatot. Chou ellen bírósági eljárás is indult, azzal az indokkal, hogy hamisan állította, hogy Bechterew-kórban szenved. Később a bíróság ejtette az ügyét, miután az énekes bemutatta az orvosi igazolásokat és a hadsereg levelét, melyben megerősítik, hogy a katonai szolgálat alól még a zenei karrierje elindulása előtt mentették fel az orvosi vizsgálatok alapján.
A média folyamatos zaklatása ellenére Chou elismeri, hogy nem minden médiafigyelem káros, hiszen a média segíthet az előadóknak eljutni a szélesebb közönséghez. Az olyan nemzetközi médiumokban való megjelenés, mint a Time, a The Guardian, a CNN vagy a Reuters, is mutatja a mainstream kultúrára gyakorolt hatását. A Chatham House (a nemzetközi kapcsolatok nagy-britanniai szakértője) Chout az 50 legbefolyásosabb kínai közé sorolta egy olyan listán, ahol politikusok és vállalatvezetők voltak többségben, és mindössze három énekes szerepelt rajta. 2009 végén a JWT (a világ negyedik legnagyobb marketingügynöksége) felvette Chout a „100 dolog, amire érdemes figyelni 2010-ben” elnevezésű listájára. A Fast Company a 70. helyre sorolta Chout 2010-es Az üzleti világ 100 legkreatívabb embere elnevezésű listáján.

### Rajongói tábora

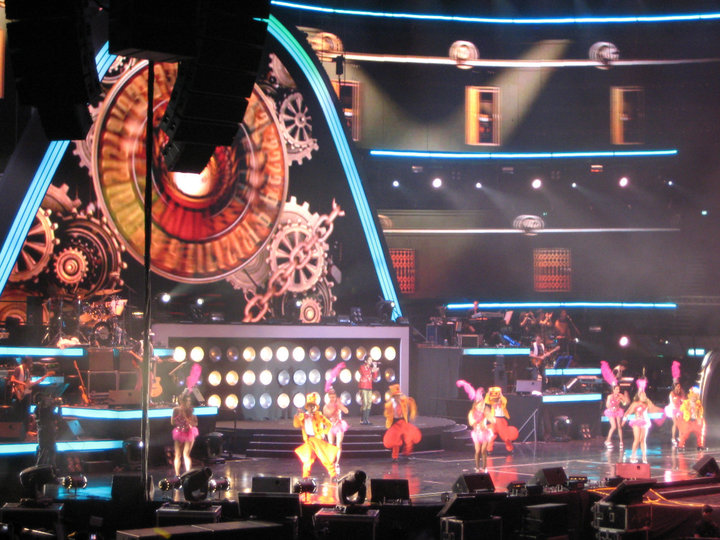
Jay Chou 2010-es The Era elnevezésű turnéjának színpadképe szingapúri koncertjén

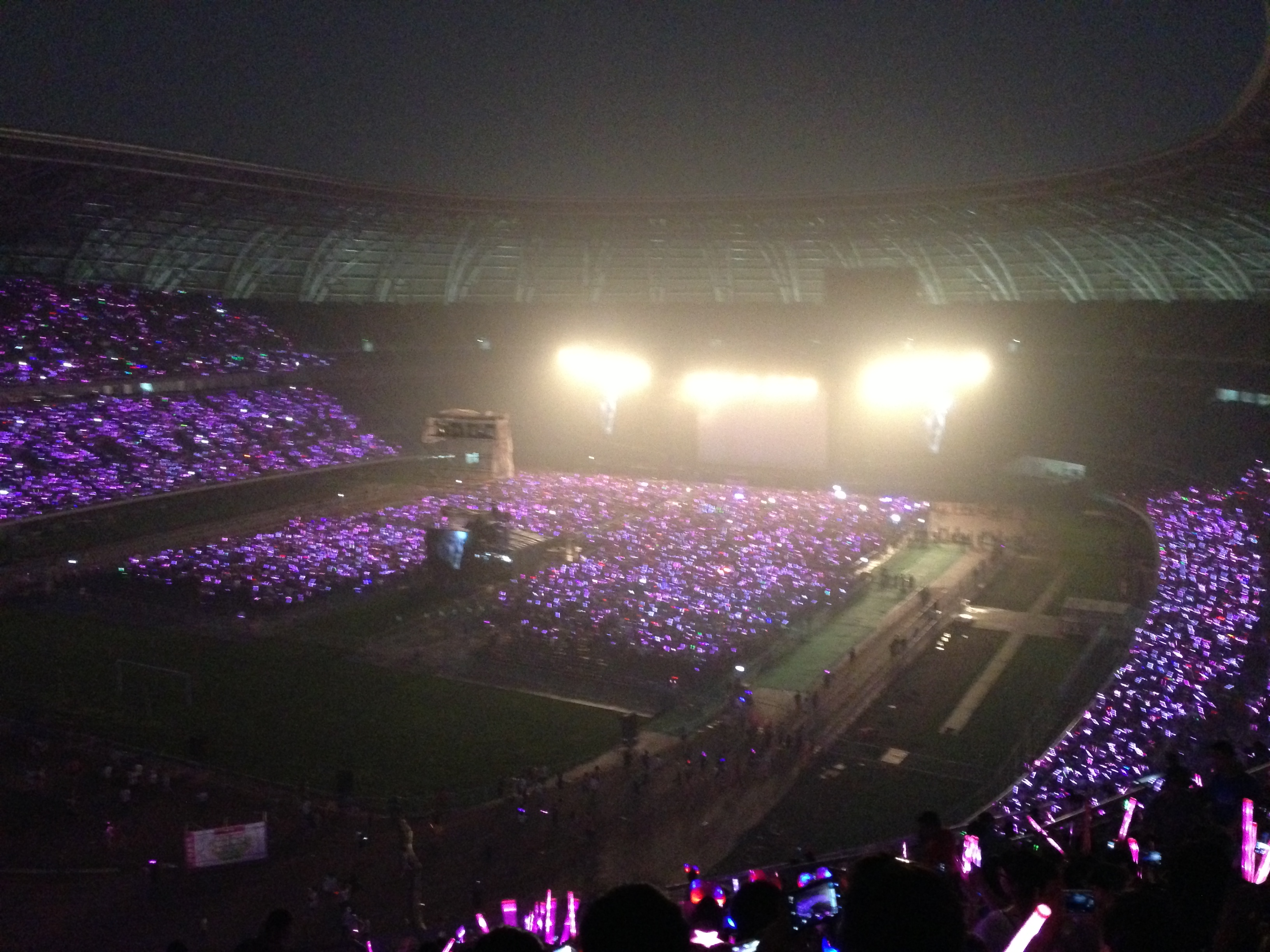
2013-as Chou koncert

Nehéz megbecsülni Jay Chou rajongótáborának nagyságát és globális elterjedtségét. Tajvan, Hongkong, Szingapúr, Malajzia és Kína mandarin anyanyelvű népessége alkotja rajongói táborának nagy részét. Az Ázsiára és különösen Kínára nagyon jellemző kalózmásolatok ellenére Chou minden albuma egyenként több mint két millió példányban kelt el. A Baidu (Kína legnépszerűbb internetes keresője) szerint Chou volt a legkeresettebb férfi előadó 2002-ben, 2005-ben, 2006-ban és 2007-ben.
Hongkongban Chou volt a legtöbbet eladott mandarin előadó 2001 és 2005 között. 2004-ben öt kínai nagyvárosban végeztek felmérést kilenc és tizennégy éves gyerekek között kedvenc előadóikkal kapcsolatban; minden hatodik gyerek Chout nevezte meg példaképeként. 2006-ban hét ázsiai országban nyolc és huszonöt éves fiatalokat kérdeztek meg kedvenc énekeseikről és a listát Chou vezette. Chounak szilárd rajongói tábora van Délkelet-Ázsiában is, beleértve Szingapúrt, Thaiföldet, Malajziát, Indonéziát és Vietnámot.
Chou koncertjei több tízezres tömegeket vonzanak, 2002-es és 2004-es tajpeji koncertjére negyvenezren vettek jegyet, Tokióban közel tízezren voltak 2007-es koncertjén. A koncertjegyek általában a pénztárnyitást követő húsz-harminc perc alatt elfogynak. 2010-es, The Era elnevezésű koncertkörútján több mint 40 koncertre keltek el a jegyek, ami rekordnak számít Chou tízéves zenei pályafutásában. A turné tajpeji állomásán az eredetileg tervezett egy koncert helyett hármat kellett tartani, annyian igényeltek jegyet, Hongkongban pedig egymás után nyolc koncertet adott, ezzel megdöntve saját rekordját, ami eddig hét egymást követő koncert volt ugyanabban a stadionban.
Ázsián kívül Jay Chou nagyrészt ismeretlen, kivéve az olyan településeket, ahol nagyobb kínai populáció él, mint például Los Angeles, New York, San Francisco, Seattle, Vancouver, Toronto, Sydney, Melbourne és Brisbane. Chou adott már koncertet Sydneyben, Las Vegasban és Los Angelesben, 2006-ban Chou írta és adta elő Jet Li nemzetközileg bemutatott Félelem nélkül című filmjének betétdalát, de külföldön nem lett sokkal ismertebb ettől. Az Az aranyszirmok átkában való szereplése volt az első alkalom, hogy megmutatta magát a külföldi közönségnek. 2011-ben nagyszabású hollywoodi produkcióban szerepelt, a Zöld darázs című filmben.
2003-ban ötven ázsiai rádióállomás döntött úgy, hogy a Je Huj-mej album megjelenési napja, július 16-a „Jay Chou-nap” legyen. Az első rádiós Jay Chou-napot közel 800 millió hallgató követte figyelemmel.
2008-ban az Enterbay exkluzív babakollekciót készített Jay Chouról World Tour Edition néven; a babák darabját 135 dollárért értékesítették.
A Radii riportja szerint Chou népszerűsége 2020-ban is töretlen volt még a szárazföldi Kínában is, ahol úgy került a rajongói jóvoltából a Sina Weibo befolyásos hírességek listájának első helyére, hogy nincs is fiókja a platformon.

## Magánélete

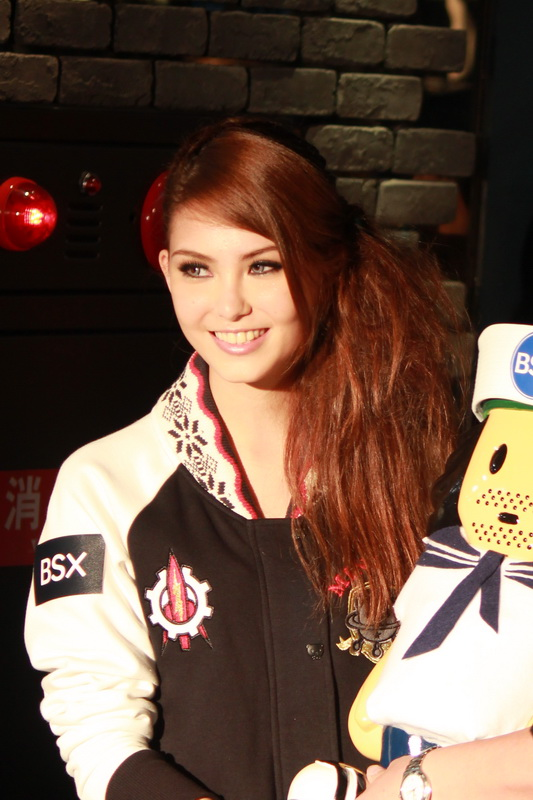
Hannah Quinlivan

2014 novemberében Chou hivatalosan is elismerte, hogy barátnője Hannah Quinlivan tajvani-ausztrál modell és színésznő. 2010 óta vannak együtt, 2014 decemberében pedig Chou bejelentette, hogy feleségül veszi barátnőjét. Esküvőjüket North Yorkshire-ban tartották az Egyesült Királyságban, 2015. január 17-én. 2015 júliusában bejelentették, hogy Quinlivan kislánynak adott életet, császármetszéssel. A kislány kínai neve Mingvej (Ming-wei), angol neve Hathaway. 2017-ben a párnak kisfia született, Romeo.

## Díjak és elismerések
Jay Chou 2000 óta több mint 350 zenei díjat kapott, énekesként, dalszerzőként és producerként. A tajvani Arany Melódia-díjkiosztón Jay (2000) című albuma elnyerte a legjobb albumnak járó elismerést, a Fan tö hszi (2001) című albuma pedig öt díjat nyert (közte a legjobb album, legjobb zeneszerző, legjobb producer díját). Miután három egymást követő évben sem sikerült elnyernie a legjobb album díját, 2004-ben Chou kijelentette, hogy ezentúl nem a díjakhoz, hanem az eladási adatokhoz köti a népszerűsége mércéjét. 2004-ben, 2006-ban, 2007-ben és 2008-ban elnyerte a World Music Awards legtöbb lemezt eladott kínai előadójának járó díját (Csi li hsziang, Still Fantasy és On the Run). 2009-ben az Arany Melódia-díjkiosztó legtöbb jelölését kapta, nyolc kategóriában jelölték Mo csie co című albumáért.
2020-ban a Forbes China Top 100 híresség listáján a 4. helyen szerepelt.

## Diszkográfia
Stúdióalbumok
- 2000. november 7.: Csou Csie-lun tung ming csuan csi
- 2001. szeptember 1.: Fan tö hszi
- 2002. július 19.: The Eight Dimensions
- 2003. július 31.: Je Huj-mej
- 2004. február 3.: Csi li hsziang
- 2005. november 1.: November’s Chopin
- 2006. szeptember 5.: Still Fantasy
- 2007. november 2.: On the Run
- 2008. október 14.: Mo csie co
- 2010. május 18.: Kua si taj
- 2011. november 11.: Csing tan hao
- 2012. december 28.: Opus 12
- 2014. december 26.: Aj-ju pu cu o
- 2016. június 24.: Jay Chou’s Bedtime Stories
- 2022. július 15.: Greatest Works of Art

## Filmográfia

### Filmek
| Év   | Cím                                                             | Kínaiul                       | Szerep                                                                           |
| ---- | --------------------------------------------------------------- | ----------------------------- | -------------------------------------------------------------------------------- |
| 2003 | Hszün csao Csou Csie-lun (Xún zhǎo zhōu jié lún) (Hidden Track) | 尋找周杰倫                    | önmaga                                                                           |
| 2005 | Initial D                                                       | 頭文字D                       | Fudzsivara Takumi                                                                |
| 2006 | Az aranyszirmok átka (Aranyvirág átka)                          | 滿城盡帶黃金甲                | Jüan-csie herceg                                                                 |
| 2007 | Secret                                                          | 不能說的秘密                  | Jay - Je Hsziang-lun (Ye Xiang Lun) - 葉湘倫 rendező producer alapötlet szerzője |
| 2008 | Kung Fu Dunk                                                    | 功夫灌籃                      | Fang Si-csie (Fang Shi Jie) 方世杰                                               |
| 2009 | Ce ling (Ci Ling) (The Treasure Hunter)                         | 刺陵                          | Csiao Fej (Qiao Fei)                                                             |
| 2010 | Igaz legenda                                                    | 蘇乞兒 (Szu csi er (Sū qǐ ér) | A vusu (vusu) istene / Részeges isten                                            |
| 2011 | Zöld darázs                                                     | 青蜂侠                        | Kato                                                                             |
| 2012 | Vírusháború                                                     | 逆戰                          | Jon Wan                                                                          |
| 2013 | Rooftop                                                         | 天台 (Tientaj (Tiantai)       |                                                                                  |
| 2016 | Szemfényvesztők 2.                                              |                               | Li                                                                               |
| 2016 | Kung Fu Panda 3.                                                |                               | Majom (mandarin szinkronhang)                                                    |
| 2016 | 10,000 Miles                                                    | 一萬公里的約定                | cameo (producer is)                                                              |

### Televízió
| Év   | Cím                        | Kínaiul  | Megjegyzés                                  |
| ---- | -------------------------- | -------- | ------------------------------------------- |
| 2010 | Pandamen (Hsziungmao zsen) | 熊貓人   | Leo Lee nyomozó rendező                     |
| 2010 | Mr.J Channel               | MR.J頻道 | műsorvezető; első epizód: 2010. október 31. |
| 2020 | J-Style Trip               | 周游记   | valóságshow jellegű utazó- és bűvészműsor   |

## Fordítás
- Ez a szócikk részben vagy egészben  a   Jay Chou című angol Wikipédia-szócikk fordításán alapul.  Az eredeti cikk szerkesztőit annak laptörténete sorolja fel. Ez a jelzés csupán a megfogalmazás eredetét és a szerzői jogokat jelzi, nem szolgál a cikkben szereplő információk forrásmegjelöléseként.